# Збірна Чехословаччини з футболу
Збірна Чехословаччини з футболу (чеськ. Československá fotbalová reprezentace, словац. Československé futbalové mužstvo) — національна футбольна команда колишньої Чехословаччини, якою керував Чехословацький футбольний союз з 1922 до 1993 року. Чемпіон Європи 1976 року.

## Історія
Збірна виникла після першої світової війни і утворення незалежної Чехословаччини. У своєму першому ж турнірі, на Олімпіаді 1920 року, чехословацькі футболісти потрапили у фінал, де їм належало зіграти проти господарів турніру — Бельгії. Проте, без суддівського скандалу не обійшлося — літописці чеського футболу вважають, що англійський арбітр Джон Льюїс «зливав гру» на користь збірної Бельгії. Гості такої наруги не витримали, і на знак протесту залишили поле. Тоді, збірну Чехословаччини позбавили медалей, і все, чого домоглися керівники збірної, так це офіційні вибачення уряду Бельгії.

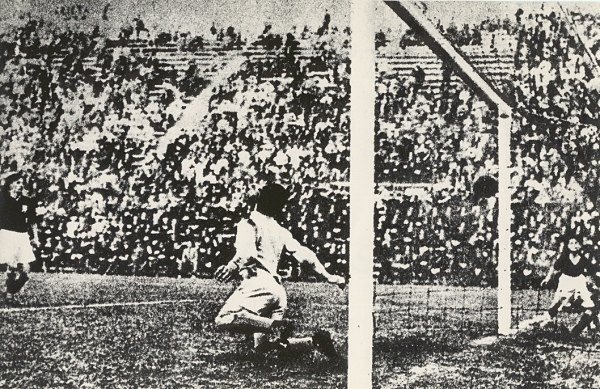
Вирішальний гол Анджело Ск'явіо у ворота збірної Чехословаччини у фіналі чемпіонату світу 1934 року

Наступним великим досягненням збірної став фінал чемпіонату світу 1934 року, де Чехословаччина після перемог над румунами, швейцарцями і німцями, вийшла у фінал, де зустрілася з господарями турніру збірною Італії. І знову чехословацька команда, ведена Франтішеком Планічкою, була зупинена арбітром. Один з найкращих тогочасних арбітрів Джон Лангенус характеризував суддівство того матчу, як «найбільший провал в історії». Шведський арбітр Іван Еклінд дозволяв італійцям на полі все, а маючи такого гравця як Луїс Монті, успіх в «брудній» боротьбі був забезпечений. І все ж, чехословацькі футболісти боролися до кінця і навіть першими відкрили рахунок: відзначився Антонін Пуч. І лише неймовірний удар Раймундо Орсі в кінцівці гри, дозволив зрівняти рахунок, а у додатковому часі Анджело Ск'явіо метрів з дванадцяти забив переможний м'яч у ворота Планічки.
Після того збірна Чехословаччини на довгий час вилетіла з когорти лідерів світового футболу і лише 1960 року команда знову здобула нагороду: бронзову медаль першого чемпіонату Європи. 1962 року збірній вдалося вийти у фінал чемпіонату світу, де команда за всіма статтями програла збірній Бразилії з великим Пеле.
Найвдалішим для збірної Чехословаччини став 1976 рік, коли збірна стала чемпіоном Європи. Розіграш чемпіонату Європи тих років відрізнявся тим, що відбіркові ігри проводились до стадії півфіналів, і лише четвірка найкращих команд Європи збиралася в одній з країн-учасниць, і проводили завершальні матчі. Турнір 1976 року став останнім, коли турнір проходив за такою схемою.
У діях збірної Чехословаччини відразу впадала в очі бездоганна організація, відпрацьований до дрібниць взаємодія, підстраховка, комбінаційна гра і командний рух. Якщо узагальнити це в одне речення, то колективна гра — знадинка тієї збірної Чехословаччини. Команда у кваліфікації несподівано виграла групу, у якій були збірні Англії і Португалії, здобувши чотири перемоги у шести матчах, і вийшли у чвертьфіналі на збірну СРСР. У Чехословаччині, кажучи про збірну-76, обов'язково відзначають той факт, що у фінальну четвірку їх «вивів Модер». Йозеф Модер за всю історію своїх виступів за збірну, відзначився лише тричі, проте всі ті три голи були забиті протягом двох матчів у ворота збірної СРСР. Чехословацька збірна впевнено перемогла вдома з рахунком 2-0, а на виїзді у Києві втримала перевагу, зігравши внічию 2-2 і потрапила на чемпіонат Європи в Югославію.

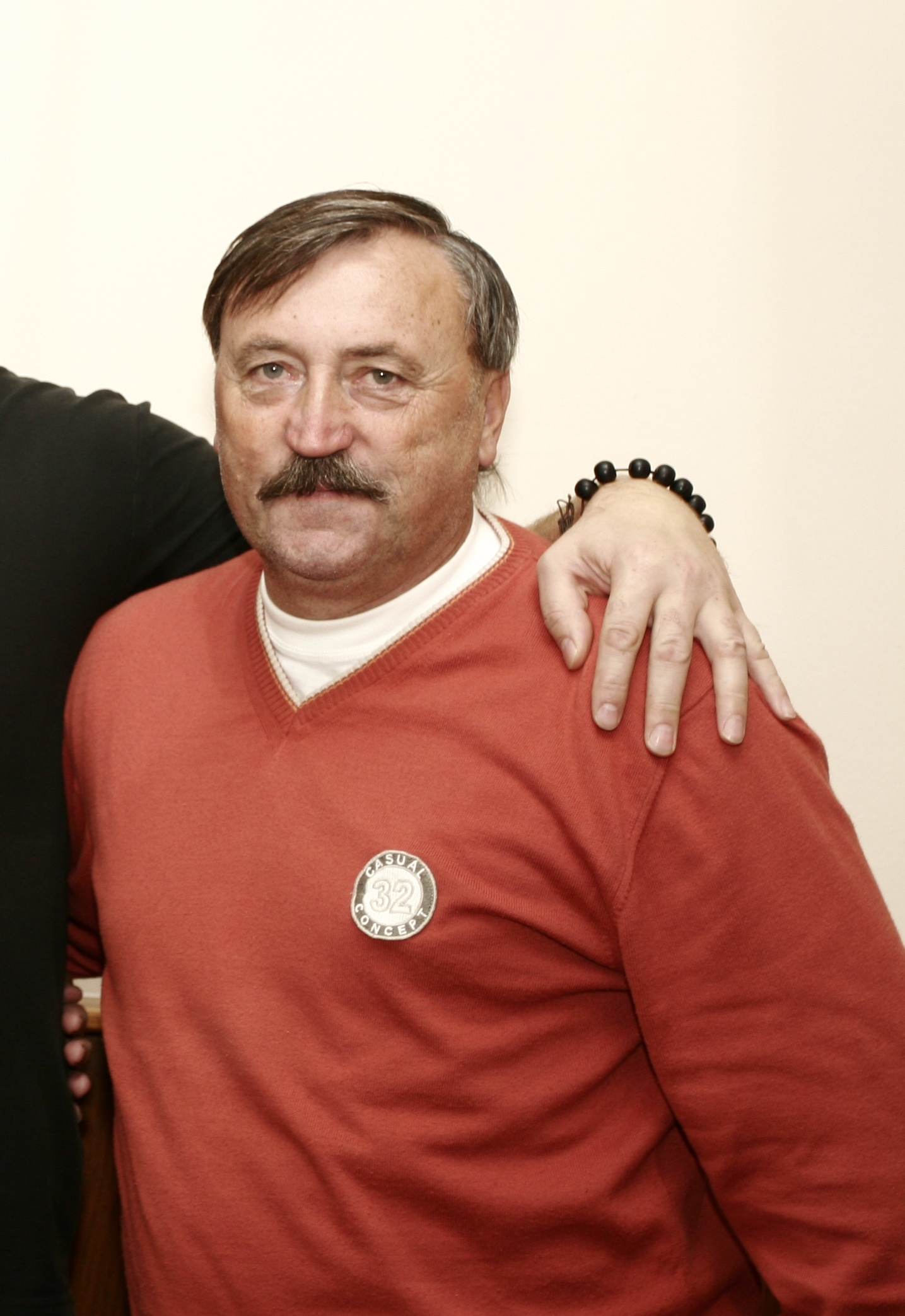
Антонін Паненка — автор переможного післяматчевого пенальті у ворота збірної ФРН у фіналі Євро-1976, перемога у якому стала єдиною в історії збірної

Найкращий нападник збірної Чехословаччини тих часів, Зденек Негода згадував: «На чемпіонат до Белграда ми поїхали з відчуттям, що нам нічого втрачати Нам належало битися з футболістами Нідерландів, ФРН та Югославії, а ці команди були набагато сильнішими нас Чехословаччина ж у фаворитів не значилася, тому ніякого тиску ми не відчували. Ми виїжджали з думками про те, що нам нічого втрачати, але при цьому ми вірили на успіх. У нас була відмінна і зіграна команда, яку очолювали тренери, які обрали правильну тактику».
Вже по приїзді в Югославію на руку чехословацьким футболістам зіграло те, що в стані їхніх суперників по півфіналу збірної Нідерландів панував розбрат: посварилися дві найважливіші фігури в тій команді — головний тренер Йоган Кнобель, і головна зірка команди Йоган Кройф. Група гравців на чолі з Кройфом вимагали присутність воротаря Яна Йонгблуда в стартовому складі, через що Кнобель погрожував подати у відставку в цю ж хвилину. Щоправда, попри це основний час матчу завершився з рахунком 1-1. І тут зіграв тренерський талант Вацлава Єжек, який в екстра-таймі випустив на поле швидкісного Франтішека Весели. Весели спочатку вивів на побачення з голкіпером Зденека Негоду, а потім і сам закріпив перемогу збірної Чехословаччини — 3-1 і вивів збірну до фіналу, де на них чекала збірна ФРН.
У фіналі блищали дві фігури — голкіпер Іво Віктор і нападник Антонін Паненка. Перший відбив незліченну кількість ударів у свої ворота. Для німців великим ударом було те, що роком раніше кар'єру за збірну завершив найбільший форвард в історії бундестіму — Герд Мюллер. У фінальному матчі 1976 року його «замінив» інший Мюллер — Дітер. Збірна Чехословаччини швидко забила два м'ячі, проте втримати перевагу не змогла. Дітер Мюллер, який став найкращим бомбардиром того чемпіонату, буквально витягши свою збірну у матчі з югославами, відіграв один гол ще до перерви, а на 89 хвилині Бернд Хельценбайн забив гол, зрівнявши рахунок. У додатковий час голів жодні із збірних так і не забила.
Перед матчем, завдяки спільним рішенням німецьких і чехословацьких футбольних властей, було вирішено, що якщо команди зіграють внічию в основний і додатковий час, то замість звичного перегравання, яка практикувалося в ті часи, доля матчу мала вирішитися в серії післяматчевих пенальті. Чехословацька збірна забили чотири пенальті поспіль, а ось німці через помилку Улі Хенесса, четверте пенальті не забили і доля фіналу вирішувалась в п'ятому пенальті від Антоніна Паненки. Антонін пробив навісним ударом по центру воріт, в той час як воротар суперників впав в кут і через його ефектність і важливість такий удар став називатись ударом у стилі Паненки.
Потім Паненка ще раз повторив цей маневр у вирішальному матчі відбору на Євро-1980, коли в такому ж стилі обдурив французького голкіпера Домініка Дропсі, який також забив і допоміг команді кваліфікуватись на турнір. За регламентом турніру щоб потрапити у фінал, збірна мала виграти груповий етап, проте чехословацька збірна програла вже у першому матчі фаворитам збірній ФРН і майже втратила шанси на золоті нагороди. Проте без нагороди збірна не залишилась: здобувши друге місце у групі збірна Чехословаччини у серії пенальті в матчі за третє місце здолали збірну Італії. Ця медаль стала останньою в історії для збірної Чехословаччини.
Через два роки збірна кваліфікувалась на мундіаль в Іспанії, проте в останньому матчі групи не змогла перемогти аутсайдера збірну Кувейту і вилетіла з турніру, після чого вісім років не потрапляла не великі турніри.
1990 року команда востаннє в своїй історії пробилась до фінальних стадій міжнародних змагань. На чемпіонаті світу в Італії, збірна Чехословаччини, програвши 2-0 господарям турніру у першому матчі, все ж перемогла у двох інших і вийшла у плей-оф, де розгромила збірну Коста-Рики з футболу з рахунком 4-1. Проте у чвертьфіналі на шлях збірною опинилась ФРН, і чехословацька команда змушена була припинити виступи на турнірі, програвши 0-1.
1 січня 1993 року держава Чехословаччина припинила своє існування. Тим не менш, збірна продовжила участь у відбіркових іграх чемпіонату світу 1994 року. Не зумівши пробитися у фінальну частину турніру, збірна Чехословаччини припинила існування після закінчення відбірних матчів. Спадкоємицею збірної Чехословаччини стала збірна Чехії, крім того збірна Словаччини почала свої власні виступи.

## Досягнення
- Фіналісти чемпіонату світу: 1934, 1962
- Чемпіони Європи: 1976
- Бронзові призери Чемпіонату Європи: 1960, 1980.
- Олімпійський чемпіон: 1980.
- Срібло Олімпіади: 1964.

## Статистика

### Чемпіонат світу
| Рік    | Раунд                   | Місце    | ЗІ | В  | Н* | П  | ЗГ | ПГ |
| ------ | ----------------------- | -------- | -- | -- | -- | -- | -- | -- |
| 1930   | не брала участь         | -        | -  | -  | -  | -  | -  | -  |
| 1934   | фіналіст                | 2        | 4  | 3  | 0  | 1  | 9  | 6  |
| 1938   | чвертьфіналіст          | 5        | 3  | 1  | 1  | 1  | 5  | 3  |
| 1950   | не брала участь         | -        | -  | -  | -  | -  | -  | -  |
| 1954   | груповий етап           | 14       | 2  | 0  | 0  | 2  | 0  | 7  |
| 1958   | груповий етап           | 9        | 4  | 1  | 1  | 2  | 9  | 6  |
| 1962   | фіналіст                | 2        | 6  | 3  | 1  | 2  | 7  | 7  |
| 1966   | не кваліф.              | -        | -  | -  | -  | -  | -  | -  |
| 1970   | груповий етап           | 15       | 3  | 0  | 0  | 3  | 2  | 7  |
| 1974   | не пройшла кваліфікацію | -        | -  | -  | -  | -  | -  | -  |
| 1978   | не пройшла кваліфікацію | -        | -  | -  | -  | -  | -  | -  |
| 1982   | груповий етап           | 19       | 3  | 0  | 2  | 1  | 2  | 4  |
| 1986   | не пройшла кваліфікацію | -        | -  | -  | -  | -  | -  | -  |
| 1990   | чвертьфіналіст          | 6        | 5  | 3  | 0  | 2  | 10 | 5  |
| 1994   | не пройшла кваліфікацію | -        | -  | -  | -  | -  | -  | -  |
| Всього | 8/18                    | 2 фінали | 30 | 11 | 5  | 14 | 44 | 45 |

### Чемпіонат Європи
| Год    | Раунд       | М | В | Н* | П | ГЗ | ГП |
| ------ | ----------- | - | - | -- | - | -- | -- |
| 1960   | Третє місце | 2 | 1 | 0  | 1 | 2  | 3  |
| 1964   | -           | - | - | -  | - | -  | -  |
| 1968   | -           | - | - | -  | - | -  | -  |
| 1972   | -           | - | - | -  | - | -  | -  |
| 1976   | Чемпіон     | 2 | 1 | 1  | 0 | 5  | 3  |
| 1980   | Третє місце | 4 | 1 | 2  | 1 | 5  | 4  |
| 1984   | -           | - | - | -  | - | -  | -  |
| 1988   | -           | - | - | -  | - | -  | -  |
| 1992   | -           | - | - | -  | - | -  | -  |
| Всього | 1 перемога  | 8 | 3 | 3  | 2 | 12 | 10 |

## Форми
| 1934-1976 | 1980-1989 | 1990 (домашня) | 1990 (виїзна) |

### Найбільше матчів
| #   | Гравець            | Роки виступів | Ігри | Голи |
| --- | ------------------ | ------------- | ---- | ---- |
| 1.  | Зденек Негода      | 1971–1987     | 91   | 31   |
| 2.  | Маріан Масний      | 1974–1982     | 75   | 18   |
| 2.  | Ладислав Новак     | 1952–1966     | 75   | 1    |
| 4.  | Франтішек Планічка | 1926–1938     | 73   | 0    |
| 5.  | Карол Добіаш       | 1967–1980     | 67   | 6    |
| 6.  | Йозеф Масопуст     | 1954–1966     | 63   | 10   |
| 6.  | Іво Віктор         | 1966–1977     | 63   | 0    |
| 8.  | Ян Поплугар        | 1958–1967     | 62   | 1    |
| 9.  | Антонін Пуч        | 1926–1938     | 60   | 34   |
| 10. | Антонін Паненка    | 1973–1982     | 59   | 17   |

### Бомбардири
| #  | Гравець           | Роки виступів | Голи | Ігри |
| -- | ----------------- | ------------- | ---- | ---- |
| 1. | Антонін Пуч       | 1926–1938     | 34   | 60   |
| 2. | Зденек Негода     | 1971–1987     | 31   | 91   |
| 3. | Олдржих Неєдлий   | 1931–1938     | 28   | 43   |
| 3. | Йозеф Сильний     | 1925–1934     | 28   | 50   |
| 5. | Адольф Шерер      | 1958–1964     | 22   | 36   |
| 5. | Франтішек Свобода | 1927–1937     | 22   | 43   |
| 7. | Маріан Масний     | 1974–1982     | 18   | 75   |
| 8. | Антонін Паненка   | 1973–1982     | 17   | 59   |
| 9. | Йозеф Адамець     | 1960–1971     | 14   | 44   |
| 9. | Томаш Скугравий   | 1985–1993     | 14   | 43   |

## Суперники
Статистика збірної в 1908—1994 роках:
| Збірна            | Матчі | В  | Н  | П  |
| ----------------- | ----- | -- | -- | -- |
| Албанія           | 5     | 3  | 0  | 2  |
| Аргентина         | 6     | 1  | 3  | 2  |
| Австралія         | 8     | 6  | 2  | 0  |
| Австрія           | 37    | 18 | 11 | 8  |
| Бельгія           | 10    | 5  | 2  | 3  |
| Бразилія          | 17    | 2  | 6  | 9  |
| Болгарія          | 14    | 4  | 3  | 7  |
| Чилі              | 1     | 0  | 0  | 1  |
| Коста-Рика        | 1     | 1  | 0  | 0  |
| Кіпр              | 6     | 4  | 2  | 0  |
| Данія             | 14    | 9  | 5  | 0  |
| НДР               | 15    | 4  | 4  | 7  |
| Єгипет            | 3     | 1  | 0  | 2  |
| Англія            | 13    | 2  | 3  | 8  |
| Фарерські острови | 2     | 2  | 0  | 0  |
| Фінляндія         | 5     | 2  | 2  | 1  |
| Франція           | 20    | 9  | 4  | 7  |
| Німеччина         | 18    | 3  | 5  | 10 |
| Греція            | 5     | 5  | 0  | 0  |
| Угорщина          | 44    | 11 | 12 | 21 |
| Ісландія          | 5     | 4  | 1  | 0  |
| Іран              | 1     | 1  | 0  | 0  |
| Італія            | 26    | 8  | 9  | 9  |
| Кувейт            | 1     | 0  | 1  | 0  |
| Латвія            | 1     | 1  | 0  | 0  |
| Люксембург        | 7     | 6  | 1  | 0  |
| Малайзія          | 1     | 0  | 0  | 1  |
| Мальта            | 2     | 1  | 1  | 0  |
| Мексика           | 2     | 1  | 0  | 1  |
| Нідерланди        | 8     | 5  | 1  | 2  |
| Північна Ірландія | 2     | 0  | 0  | 2  |
| Норвегія          | 4     | 4  | 0  | 0  |
| Польща            | 19    | 10 | 5  | 4  |
| Португалія        | 9     | 3  | 3  | 3  |
| Ірландія          | 12    | 7  | 1  | 4  |
| Румунія           | 29    | 17 | 7  | 5  |
| Шотландія         | 10    | 4  | 1  | 5  |
| СРСР              | 12    | 2  | 4  | 6  |
| Іспанія           | 12    | 7  | 1  | 4  |
| Швеція            | 16    | 9  | 4  | 3  |
| Швейцарія         | 27    | 14 | 6  | 7  |
| Туреччина         | 10    | 7  | 2  | 1  |
| США               | 1     | 1  | 0  | 0  |
| Уругвай           | 3     | 1  | 0  | 2  |
| Уельс             | 12    | 6  | 3  | 3  |
| Югославія         | 31    | 18 | 4  | 9  |